# Atlantisch orkaanseizoen 1949
Het Atlantisch orkaanseizoen 1949 duurde van 1 juni 1949 tot 30 november 1949. Tropische cyclonen die buiten deze seizoensgrenzen ontstaan, maar nog binnen het kalenderjaar 1949, worden ook nog tot dit seizoen gerekend.